# The Bike Song
«The Bike Song» es el segundo sencillo extraído de Record Collection, el tercer álbum de estudio del productor británico Mark Ronson, lanzado bajo el nombre de Mark Ronson & The Business Intl.
Incluye la participación del rapero Spank Rock y el cantante de la banda escocesa The View, Kyle Falconer.

## Video musical
El video fue dirigido por Warren Fu y filmado en un parque al sur de Londres, aparecen también los intérpretes de la canción Spank Rock, Kyle Falconer y también la actual novia de Ronson, Josephine de la Baume.

## Listado de canciones
| Vinyl, Maxi-sencillo |                                     |          |  |
| N.º                  | Título                              | Duración |  |
| 1.                   | «The Bike Song» (Álbum Versión)     | 04:23    |  |
| 2.                   | «The Bike Song» (Instrumental)      | 04:07    |  |
| 3.                   | «The Bike Song» (Major Lazer Remix) | 03:33    |  |
| 4.                   | «The Bike Song» (Lil Silva Remix)   | 05:37    |  |

## Posicionamiento en listas
| Listas (2010)                          | Mejor Posición |
| -------------------------------------- | -------------- |
| European Hot 100                       | 64             |
| Triple J Hottest 100 2010              | 35             |
| Escocia (Scottish Singles Sales Chart) | 10             |
| Reino Unido (UK Singles Chart)         | 17             |